# Matteo Montaguti
Matteo Montaguti (Forlì, 6 januari 1984) is een Italiaans weg- en voormalig baanwielrenner die anno 2019 rijdt voor Androni-Sidermec-Bottecchia.

## Biografie
Matteo Montaguti nam in 2009 voor het eerst deel aan de Ronde van Italië waar hij een van de schakels vormt in de trein van LPR Brakes Farnese Vini die Alessandro Petacchi moet aantrekken in de sprint. Montaguti haalt zijn eerste overwinning in de eerste etappe Ronde van Reggio Calabria en slaagt erin de leiderstrui te behouden tot op het einde. In 2011 stapte hij over naar AG2R La Mondiale. 

## Baanwielrennen

### Palmares
| Jaar     | IK                                                | EK          | WK       | Overig   |
| Beloften | Beloften                                          | Beloften    | Beloften | Beloften |
| -------- | ------------------------------------------------- | ----------- | -------- | -------- |
| 2003     |                                                   | Puntenkoers |          |          |
| 2004     |                                                   | Koppelkoers |          |          |
| Elite    |                                                   |             |          |          |
| 2003     | Ploegenachtervolging, Teamsprint                  |             |          |          |
| 2004     | Ploegenachtervolging                              |             |          |          |
| 2005     | Puntenkoers                                       |             |          |          |
| 2006     |                                                   |             |          |          |
| 2007     | Ploegenachtervolging, Puntenkoers, Koppelkoers    |             |          |          |
| 2008     | Koppelkoers, Ploegenachtervolging, Derny          |             |          |          |
| 2009     | Derny, Koppelkoers, Ploegenachtervolging, Scratch |             |          |          |
| 2010     | Ploegenachtervolging                              |             |          |          |

## Wegwielrennen

### Overwinningen
2007
 Italiaans kampioen op de weg, Amateurs
2010
1e etappe Ronde van Reggio Calabria
Eindklassement Ronde van Reggio Calabria
2012
Bergklassement Internationaal Wegcriterium
Bergklassement Ronde van Zwitserland
2017
4e etappe Ronde van de Alpen

### Resultaten in voornaamste wedstrijden
| Jaar | Ronde van Italië | Ronde van Frankrijk | Ronde van Spanje |
| ---- | ---------------- | ------------------- | ---------------- |
| 2009 | 143e             |                     |                  |
| 2010 |                  |                     |                  |
| 2011 | 76e              |                     | 76e              |
| 2012 | 81e              |                     | 72e              |
| 2013 |                  |                     | opgave           |
| 2014 | 44e              | 66e                 |                  |
| 2015 | 54e              |                     | 41e              |
| 2016 | 19e              |                     |                  |
| 2017 | 51e              |                     |                  |
| 2018 | 42e              |                     |                  |
| 2019 | 53e              |                     |                  |

| Jaar | Milaan-San Remo | Amstel Gold Race | Luik-Bast.‑Luik | Ronde van Lombardije | Waalse Pijl | Strade Bianche |  | Wereldranglijsten |
| ---- | --------------- | ---------------- | --------------- | -------------------- | ----------- | -------------- |  | ----------------- |
| 2009 |                 |                  |                 |                      |             |                |  |                   |
| 2010 |                 |                  |                 |                      |             |                |  |                   |
| 2011 |                 |                  |                 | 35e                  |             |                |  | 210e (UWT)        |
| 2012 | 71e             |                  |                 | opgave               |             |                |  | 209e (UWT)        |
| 2013 | opgave          | 69e              | 120e            | opgave               | opgave      |                |  |                   |
| 2014 | opgave          | 73e              | 68e             | opgave               | 66e         |                |  | 195e (UWT)        |
| 2015 | 48e             | 51e              | 76e             | 45e                  | opgave      | 24e            |  |                   |
| 2016 | 13e             | 73e              |                 |                      | 116e        | opgave         |  | 147e (UWT)        |
| 2017 |                 |                  |                 |                      |             | 50e            |  | 313e (UWT)        |
| 2018 |                 |                  |                 | 75e                  |             | 42e            |  | 306e (UWT)        |
| 2019 | 33e             |                  |                 |                      |             |                |  |                   |

## Ploegen
- 2006 –  Team 3C Casalinghi Jet Androni Giocattoli (stagiair vanaf 1-8)
- 2008 –  LPR Brakes-Ballan
- 2009 –  LPR Brakes Farnese Vini
- 2010 –  De Rosa-Stac Plastic
- 2011 –  AG2R La Mondiale
- 2012 –  AG2R La Mondiale
- 2013 –  AG2R La Mondiale
- 2014 –  AG2R La Mondiale
- 2015 –  AG2R La Mondiale
- 2016 –  AG2R La Mondiale
- 2017 –  AG2R La Mondiale
- 2018 –  AG2R La Mondiale
- 2019 –  Androni Giocattoli-Sidermec